# Joseph dall' Abaco
Joseph Marie Clément dall' Abaco (ook kortweg Joseph Abaco; gedoopt te Brussel, 27 maart 1710 - Verona, 31 augustus 1805) was een Belgisch-Italiaanse componist en cellist en een zoon van Evaristo dall' Abaco.

## Levensloop
Dall' Abaco werd geboren in Brussel en ging met zijn vader mee naar Beieren. Later stuurde zijn vader hem naar Venetië om er te studeren, maar bij Abaco's terugkeer naar Beieren vond hij er geen werk. Op 29 maart 1729 werd hij aangenomen als cellist hofmusicus in Bonn. Naast deze betrekking reisde hij ook naar Londen en andere Engelse steden in 1740. In 1753 trok hij naar Verona, de geboorteplaats van zijn vader. Tijdens zijn leven onderhield hij contacten met het hof van München en op 22 september 1766 werd hij verheven tot Baron (titel).
Abaco bouwde voornamelijk een reputatie als instrumentalist uit, maar was ook componist. Van zijn muziek zijn geen gedrukte werken bewaard gebleven, maar er liggen manuscripten in bibliotheken te Berlijn, Londen en Wenen. Zo zijn de bekendste werken zijn 40 cellosonates, die desondanks de opkomst van de nieuwe Galante stijl blijven vasthouden aan de Barokmuziek.